# Krónikus obstruktív légúti betegség
A krónikus obstruktív légúti betegség (COAD – chronic obstructive airway disease) vagy krónikus obstruktív tüdőbetegség (COLD/COPD) következménye a krónikus bronchitis és a tüdőtágulat. Ez a két leggyakrabban együtt előforduló betegség, mely a légutak szűkületéhez vezet és légszomjat okoz. Az asztmával ellentétben a szűkület nem visszafordítható és az idő múlásával rosszabbodik. Világszerte 300 millió embert érint, 3 millió éves halálozási rátával, a harmadik halálok.
A krónikus obstruktív légúti betegséget legtöbbször a dohányzás váltja ki, ami a nagyobb légutak gyulladásához vezet. Ez krónikus bronchitisként (magyarul: hörghurut) ismert és köpet felköhögésével jár. Az alveolusok (magyarul: tüdőléghólyagok) a gyulladás hatására elpusztulnak – ezt hívják tüdőtágulatnak. A krónikus obstruktív légúti betegséget a hirtelen állapotváltozás, az akut tünetek súlyosbodása jellemzi, légúti fertőzések és a légszennyezés hatására.

## Okai
A betegség messze leggyakoribb oka a dohányzás.
Egyéb okok lehetnek emellett az alábbiak is:
- Alfa-1-antitripszin hiány
- Munkahelyi füst-, por- vagy gőzbelégzés

## Tünetei
A COPD főbb tünetei közé tartozik az érdes, nehéz légzés, gyakori köhögés, fokozott nyáktermelés és bőséges köpetürítés; fizikai aktivitás esetén zihálás, majd légszomj. Legveszélyesebb következménye a tüdőtágulásként ismert irreverzibilis tüdőkárosodás, amit az jelez, ha fizikai megerőltetésre, az idő előrehaladtával egyre kisebb terhelés esetén is jelentkezik a légszomj, és egyre nehezebben múlik el, végül már nyugalmi helyzetben is megmarad.

## Diagnózisa
Minden huszadik ember potenciálisan szenvedhet benne, a dohányosok 15%-a, 45 éves kor fölött 26%-a. Az első lépés a háziorvosi kérdőíves előszűrés, amelynek pontjai:
- Köhög-e gyakran, a napok többségében?
- Van-e köpet vagy váladékürítés a napok többségében?
- Korosztályához mérten hamarabb kifullad-e?
- 40 évesnél idősebb-e?
- Dohányzik vagy dohányzott-e valaha?

Amennyiben már három kérdésre igennel válaszolt, indokolt a tüdőgyógyásznál spirometriás légzésfunkció-meghatározás. Ez egy műszerbe dugott, cserélhető, steril csőbe, a teleszívott tüdőből, teljes erővel történt befúvás egy másodperc alatti levegőmennyiség mérése. Amennyiben ez a teljes vitálkapacitás 80%-a alatti mértéket mutat, további differenciál-diagnosztikai vizsgálatok esedékesek.
A spirometriás légzésfunkció-meghatározás mellett szükség lehet az alábbi vizsgálati módszerekre is a biztos diagnózis kialakításához:
- Mellkasi röntgenvizsgálat
- Komputertomográfiás vizsgálat
- Artériás vérgázvizsgálat
- Laborvizsgálat

## Kezelése
Jelenleg COPD esetére nincs hatékony kezelés, a tünetek viszont mérsékelhetők, illetve csökkenthető a különböző szövődmények kockázata, illetve az életminőség is javítható. A betegség és szövődményei kezelésére négy fő kezelési mód terjedt el: hörgőtágítók, inhalációs (belégzendő) szteroidok, antibiotikumok vagy oxigénterápia alkalmazása, ezeken felül szükség lehet műtéti eljárásokra is. Az alkalmazható gyógyszerek egy részét rendszeresen kell szedni, másokat igény szerint.

### Gyógyszeres kezelési lehetőségek

#### Hörgőtágítók
Az ilyen típusú gyógyszerek a légutakat körülvevő izmokat ellazítva járulnak hozzá ahhoz, hogy a köhögés és a légszomj érzése csökkenjen, illetve a légzés könnyebbé váljon. Léteznek szájon át alkalmazandó és belégzendő kiszerelésű hörgőtágítók is.

#### Inhalációs (belégzendő)szteroidok
Az ilyen gyógyszerek a légutak gyulladásának csökkentésével segítik elő a könnyebb légzést. COPD és asztmás bronchitisz esetén is alkalmazhatók, de hosszan tartó használatuk kedvezőtlen mellékhatásokkal járhat (például magas vérnyomás, szürkehályog és cukorbetegség kialakulásának fokozottabb kockázata).

#### Antibiotikumok
Az antibiotikumok olyan esetekben hasznosak COPD-ben szenvedő betegek számára, amikor az alaptüneteiket egyéb légúti betegségek, például tüdőgyulladás vagy influenza súlyosbítják, mert az antibiotikumokkal a bakteriális fertőzések gyógyíthatók, s ezzel csökkenthetők a panaszok.

#### Oxigénterápia
Akkor alkalmazható hatékonyan, ha a beteg vérében nem kielégítő az oxigénszint. Az illető aktuális állapotától függően a kiegészítő oxigénkezelésre sor kerülhet csak bizonyos tevékenységekhez alkalmazva, illetve állandóan használva is.

### Műtéti eljárások
Súlyosabb esetekben a műtéti kezelés jelenthet megoldást a beteg számára, főleg ha a gyógyszeres kezelés eredményessége elmaradt az elvárható mértéktől. Megfelelő műtéti kezelést jelenthetnek a tüdő térfogatát csökkentő műtétek, amikor csak kisebb darabokat metszenek ki a károsodott tüdőszövetből, hogy az ép rész nagyobb teret kaphasson a kifeszülésre, így biztosítva a jobb légcserét – ilyen beavatkozás akkor lehet célszerű, ha a károsodás a tüdőnek csak kisebb, jól körülírható részét érintette. Még súlyosabb eseteknél az egyik tüdő transzplantációja is szóba jöhet, ami által javulhat a beteg légzése és fizikai terhelhetősége.

## Külső hivatkozások
- Új tüdőt nem kaphatunk: a krónikus obstruktív tüdőbetegség (COPD) (Vital)

## Fordítás
- Ez a szócikk részben vagy egészben  a   Chronic obstructive pulmonary disease című angol Wikipédia-szócikk fordításán alapul.  Az eredeti cikk szerkesztőit annak laptörténete sorolja fel. Ez a jelzés csupán a megfogalmazás eredetét és a szerzői jogokat jelzi, nem szolgál a cikkben szereplő információk forrásmegjelöléseként.